# Legutio
Legutio (officieel, Baskisch) of Villarreal de Álava (Spaans) is een gemeente in de Spaanse provincie Álava in de regio Baskenland met een oppervlakte van 46 km². Legutio telt 1.747 inwoners (1 januari 2016).

## Demografische ontwikkeling
Bron: INE; 1857-2011: volkstellingen